# Batu Raja (Rambang Dangku)
Batu Raja is een bestuurslaag in het regentschap Muara Enim van de provincie Zuid-Sumatra, Indonesië. Batu Raja telt 1484 inwoners (volkstelling 2010).